# Trundholm
Trundholm é um município da Dinamarca, localizado na região este, no condado de Vestsjaelland.
O município tem uma área de 162,84 km² e uma  população de 11 312 habitantes, segundo o censo de 2004.